# Street Fighter: Legend of Chun-Li
Pour les articles homonymes, voir Street Fighter.
Pour plus de détails, voir Fiche technique et Distribution.
Street Fighter: Legend of Chun-Li ou Street Fighter : La légende de Chun-Li au Québec (Street Fighter: The Legend of Chun-Li) est un film américano-indo-canado-japonais réalisé par Andrzej Bartkowiak, sorti en 2009.
C'est la deuxième adaptation live du jeu vidéo Street Fighter en long métrage. L'histoire est centrée sur le personnage de Chun-Li interprété par la comédienne Kristin Kreuk. Le film suit l'histoire personnelle de Chun-li et sa volonté de justice.
Les autres acteurs principaux du film sont Neal McDonough qui interprète M. Bison, Chris Klein qui interprète Charlie Nash et Michael Clarke Duncan qui interprète Balrog.

## Synopsis
Chun-Li est une enfant issue d’une famille riche. Protégée par l’amour de ses parents, ces derniers aspirent à ce qu’elle devienne une grande pianiste. Initiée aux arts martiaux grâce à son père, Chun-Li vit une vie édénique. Jusqu’au jour où M. Bison enleva et contraignit son père à l’aider à construire son empire. Les années s’écoulèrent, Chun-Li devenue une grande pianiste sera rattrapée par son destin en recevant un parchemin qui l’emmènera à Bangkok à la rencontre de Gen, elle comprendra que sa destinée est de mettre fin aux ambitions démesurées de M. Bison et de son organisation Shadaloo.

## Fiche technique
- Titre original : Street Fighter: The Legend of Chun-Li
- Titre français : Street Fighter: Legend of Chun-Li
- Réalisation : Andrzej Bartkowiak
- Scénario : Justin Marks
- Musique : Stephen Endelman
- Photographe : Geoff Boyle
- Montage : Derek Brechin et Niven Howie (de)
- Décors : Michael Z. Hanan et Suzanne Caplan Merwanji
- Costumes : Shirley Chan
- Coordination des cascades : Dion Lam
- Directeur artistique : Suchartanun 'Kai' Kuladee, Arlan Jay Vetter
- Production : Patrick Aiello et Ashok Amritraj (producteurs), Manu Gargi (producteur délégué), Keiji Inafune et Haruhiro Tsujimoto (producteurs exécutifs),
- Société de production : Adlabs Films[3],[4], Hyde Park Films[3],[4], Legend Films, Capcom[5]
- Distribution :  États-Unis : Twentieth Century Fox
- Pays : États-Unis, Canada, Inde, Japon
- Langue : anglais, hindi, japonais
- Genre : Action
- Durée : 96 minutes
- Format : Couleur - 2,35:1 - 35 mm
- Budget : 50 millions de dollars[3],[4]
- Dates de sortie :
  -  États-Unis : 27 février 2009
  -  France : 1er juin 2011 (vidéo)

## Distribution
- Kristin Kreuk (VQ : Stéfanie Dolan) : Chun-Li Zhang
- Neal McDonough (VQ : Daniel Picard) : M. Bison
- Chris Klein (VQ : Martin Watier) : Charlie Nash
- Michael Clarke Duncan (VQ : Guy Nadon) : Balrog
- Taboo Nawasha : Vega
- Robin Shou (VQ : Gilbert Lachance) : Gen
- Moon Bloodgood (VQ : Anne Bédard) : Détective Maya Sunee
- Krystal Vee : Lucy
- Josie Ho : Cantana
- Elizaveta Kiryukhina : Rose

## Lieu de tournage
- Bangkok,  Thaïlande[6]
- Hong Kong,  Chine[6]
- Vancouver,  Canada[6]
- Reno,  États-Unis[4]
- Herlong,  États-Unis[réf. nécessaire]
- Los Angeles,  États-Unis[6]